# Michail Michailowitsch Sadornow

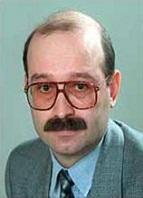
Michail Michailowitsch Sadornow

Michail Michailowitsch Sadornow (russisch Михаи́л Миха́йлович Задо́рнов; * 4. Mai 1963 in Moskau, RSFSR, UdSSR) ist ein russischer Ökonom und Staatsmann. Von 1997 bis 1999 war er Finanzminister von Russland.

## Biographie
Sadornow schloss die allgemeinbildende Schule Nr. 875 in Moskau mi Auszeichnung ab. 1984 absolvierte er das Moskauer Institut für Volkswirtschaft (heute Russische Plechanow-Wirtschaftsuniversität). 1988 folgte das Postgraduiertenstudium am Institut für Wirtschaftswissenschaften der Akademie der Wissenschaften der UdSSR. Dort begann er im selben Jahr seine berufliche Laufbahn als wissenschaftlicher Mitarbeiter.
Zwischen 1991 und 1993 war Sadornow leitender Forscher, Mitglied des Vorstands des von Grigori Jawlinski angeführten Zentrums für wirtschaftliche und politische Forschung. 1993 gehörte er zu den Gründungsmitgliedern der Partei "Jabloko". Diese Partei vertrat er bei den ersten Dumawahlen und wurde als Abgeordneter ins Parlament gewählt. Drei Jahre später wurde er wiedergewählt.
Im November 1997 wurde Sadornow von Boris Jelzin zum Finanzminister Russlands ernannt. Ende Mai 1999 bekleidete er für wenige Tage das Posten des ersten stellvertretenden Ministerpräsidenten Russlands. Vom Oktober bis Dezember 1999 war er als Sonderberater des Präsidenten der Sberbank tätig.
Zwischen 2000 und 2003 gehörte Sadornow als Mitglied der Jabloko der dritten russischen Duma an. Bei den Dumawahlen 2004 repräsentierte er die Republikanische Partei (aus der später die Partei der Volksfreiheit hervorging), schaffte jedoch diesmal nicht den Einzug ins Parlament. Seitdem arbeitete Sadornow in Führungspositionen verschiedener Banken Russlands, darunter VTB und Bank of Moscow.
Von 2018 bis 2023 hatte Sadornow die Position des Vorstandsvorsitzenden der "FC Otkritie Bank", einer der größten Vollservice-Geschäftsbanken Russlands, inne.